# Serge Lesage
Pour les articles homonymes, voir Lesage.
Serge Lesage connu comme l'abbé Lesage, né le 26 octobre 1926 à Verneuil et mort le 15 mai 1998 à Nevers, est un prêtre français qui fut notamment le curé de Montigny-sur-Canne dans la Nièvre. Il est connu pour avoir été trois fois commissaire de course adjoint sur le Tour de France ainsi que sur des épreuves comme Paris-Nice,. Il était la figure ecclésiastique d'un duo à  la « Don Camillo et Peppone » dont Pierre Chany aurait été le pendant laïc.

## Biographie
À la sortie du séminaire de Nevers, il est d'abord vicaire à Moulins-Engilbert puis curé à Montigny-sur-Canne. Parallèlement à son activité religieuse, il est secrétaire du Vélo Club Decizois, commissaire de course régional puis national.
Sur le Tour de France, il crée des liens particuliers avec certains coureurs dont Jacques Anquetil qui « [le] tenait en grande estime », Roger Rivière (dont il célèbre le mariage en 1959) ou Jean Stablinski qui effectue une "retraite" à Montigny-sur-Canne avant l'obtention du titre mondial 1962.
Il quitte sa charge ecclésiastique en 1993 et s'installe à la résidence Saint-François de Nevers. Il y meurt en 1998. Il est enterré au cimetière de Montigny-sur-Canne.